# ティシュアー・ベ＝アーブ
ティシュアー・ベ＝アーブ、アーブの9日（Tisha B'Av, תשעה באב tish‘āh bə-āḇ）あるいはティシャ・ベ・アブ(神殿崩壊日)はタルムードに起源を持つユダヤ教の祝祭日の一つで、ユダヤ教とユダヤ人の歴史の中で、最も悲しい日と位置づけられる。悲しみを記念する日である。ユダヤ教徒は、ヨム・キプルに加え、この日も断食を行わなければならない。しかし、ユダヤ教徒のなかには、ヨム・キプルには断食を行っても、この日は断食を行わない者もいる。

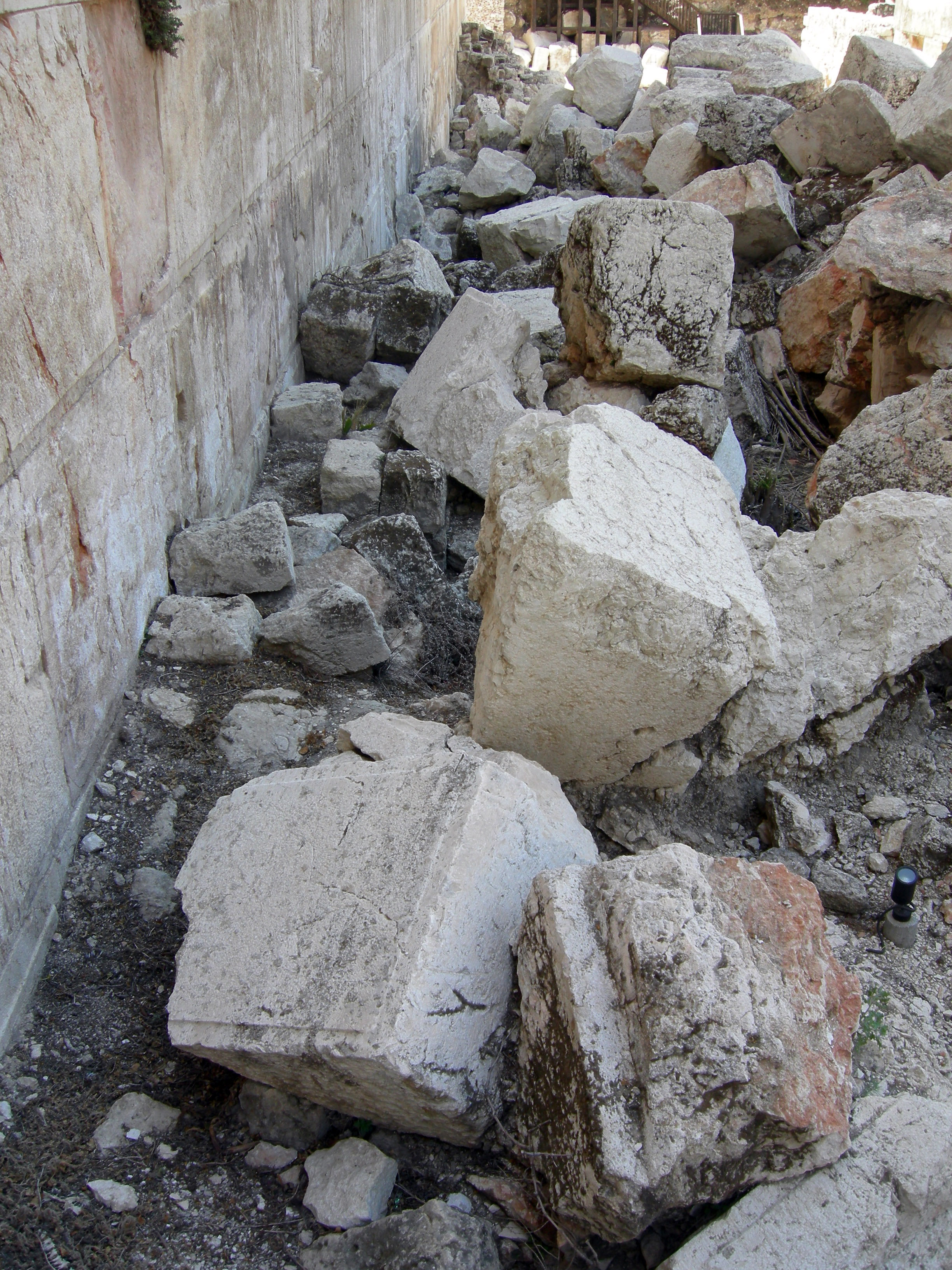

## 起源

### 5つの事件
ミシュナー (マッセヘト・タアニート、4:5)には、ティシュアー・ベ＝アーブの日に次の5つの悲劇が起きたと書かれている：
1. この日、モーセの命を受けて「約束の地」カナンを偵察した12人の斥候の内ヨシュアとカレブを除く10人が、帰還していかにカナンがひどいところかという報告をおこなったため、人々は嘆き悲しんだ。神はこれを見て怒り、モーセの引き連れた世代は約束の地に入れなくなった。（民数記13章〜14章）ユダヤ人たちはこの日に先祖の犯した過ちを嘆く習慣を持ち続けている。
2. 紀元前586年、エルサレム神殿とユダ王国がネブカドネザル2世の新バビロニア王国によって破壊され、人々はバビロンへと連行される。（バビロン捕囚）
3. 70年、エルサレム神殿（第二神殿）がローマ帝国によって再び破壊される。（エルサレム攻囲戦 (70年)）
4. エルサレムにおけるユダヤ人の対ローマ帝国反乱とそれによって行われたエルサレム包囲（70年）などの後、133年にローマ軍が神殿跡とその周囲を更地にしてしまったこと。
5. バル・コクバの乱により、135年にベータール（英語版）が陥落、アキバ・ベン・ヨセフなど多くのタンナーイームが戦死する。

## 文献案内
1. ^ Telushkin, J. Jewish Literacy. William Morrow & Co, 2001, p. 656
2. ^ Proceedings of the Committee on Jewish Law and Standards of the Conservative Movement 1927-1970 - Volume III Ed. David Golinkin, The Rabbinical Assembly, Jerusalem, 1997. Responsa relating to this topic in this volume include Marriage during the Sefirah 1949; Restraint on Marriages During the Omer Days 1952; A Dvar Torah Suggested by Lab Baomer 1962; Weddings During the Three Weeks 1964; Weddings During the Three Weeks 1968.
3. Chabad.org Calendar, go to 9th of Av
4. Av, the month of tragedies